# Eläköön elämä
"Eläköön elämä" (tradução portuguesa: "Viva a Vida") foi a canção que representou a Finlândia no Festival Eurovisão da Canção 1985, interpretada em finlandês por Sonja Lumme. A referida melodia tinha letra de Veli-Pekka Lehto, música de Petri Laaksonen e orquestração esteve a cargo de Ossi Runne.
A canção foi a segunda na noite do evento, a seguir à canção da Irlanda "Wait until the weekend comes" e antes da canção cipriota "To katalava arga", interpretado por Lia Vissi. Terminou a competição em nono lugar, com 58 pontos.
O tema é cantado na perspetiva de uma mulher que estava num parque" à noite com "um bom amigo" (talvez um amante ou de alguém que ela adora. Ela descreve aquela cena e espera que nunca acabe.
Esta canção teve uma versão em inglês: ""There is life on earth".